# Флоріка (комуна)
Флоріка (рум. Florica) — комуна у повіті Бузеу в Румунії. До складу комуни входить єдине село Флоріка.
Комуна розташована на відстані 74 км на північний схід від Бухареста, 26 км на південь від Бузеу, 114 км на південний захід від Галаца, 123 км на південний схід від Брашова.

## Населення
У 2009 року у комуні проживали 1646 осіб.